# Hipótese do mundo justo
Hipótese do mundo justo é a crença generalizada, mas falsa, de que o mundo é essencialmente justo, de modo que os bons são recompensados e os maus punidos; uma consequência dessa crença é que as pessoas que sofrem infortúnios são consideradas como merecedoras de seus destino. Este fenômeno, que geralmente é interpretado como consequência da ilusão de controle, foi identificado e nomeado pela primeira vez pelo psicólogo canadense Melvin J. Lerner (nascido em 1929) em um artigo no Journal of Personality and Social Psychology em 1965.
A hipótese aparece popularmente no idioma inglês em várias figuras de linguagem que implicam em punição garantida por irregularidades, tais como (tradução livre para o português): "teve o que mereceu", "o feitiço sempre vira contra o feiticeiro", "tudo acontece por uma razão" e "colhe o que se plantou". Essa hipótese tem sido amplamente estudada por psicólogos sociais desde que Melvin J. Lerner realizou um trabalho seminal sobre a crença em um mundo justo no início dos anos 1960. Estudos continuaram desde então, examinando a capacidade preditiva da hipótese em situações variadas e entre várias culturas, e clarificando e expandindo os entendimentos teóricos a respeito de crenças de mundo justo.

## Origem
Muitos filósofos e teóricos sociais observaram e consideraram o fenômeno da crença em um mundo justo como remontando pelo menos desde o filósofo pirronista Sexto Empírico que por volta de 180 argumentou contra essa crença. O trabalho de Lerner fez da hipótese do mundo justo um foco de pesquisa no campo da psicologia social. A Ética aristotélica vê a "justiça" como a principal das virtudes, sendo o senso moral profundamente enraizado na natureza dos humanos como animais sociais e racionais.

### Melvin Lerner
Melvin Lerner foi solicitado a estudar crenças justiça e a hipótese do mundo justo no contexto da investigação psicológica social em interações sociais negativas. Lerner viu seu trabalho como extensão dos trabalho sobre obediência de Stanley Milgram. Ele procurou responder às questões de como os regimes que causam crueldade e sofrimento mantêm o apoio popular e como as pessoas aceitam normas sociais e leis que produzem miséria e sofrimento.
A investigação de Lerner foi influenciada por testemunhar repetidamente a tendência dos observadores de culpar as vítimas pelo seu sofrimento. Durante a sua formação clínica como psicólogo, observou o tratamento de doentes mentais pelos profissionais de saúde com quem trabalhava. Embora Lerner soubesse que eram pessoas educadas e bondosas, muitas vezes culpavam os pacientes pelo sofrimento dos próprios pacientes.. Lerner também descreve sua surpresa ao ouvir seus alunos desprezar os pobres, aparentemente alheios às forças estruturais que contribuem para a pobreza.

## Evidências iniciais
Em 1966, Lerner e seus colegas começaram uma série de experimentos que usaram paradigmas de choque para investigar as respostas do observador à vitimização. No primeiro desses experimentos realizados na Universidade do Kansas, 72 participantes do sexo feminino observaram o que parecia ser uma cúmplice recebendo choques elétricos por seus erros durante uma tarefa de aprendizado (aprender pares de sílabas sem sentido). Inicialmente, esses participantes observadores ficaram incomodados com o aparente sofrimento da vítima. Mas como o sofrimento continuou e os observadores permaneceram incapazes de intervir, os observadores começaram a rejeitar e desvalorizar a vítima. A rejeição e desvalorização da vítima foi maior quando o sofrimento observado foi maior. Mas quando os participantes foram informados de que a vítima receberia uma compensação por seu sofrimento, os participantes não menosprezaram a vítima. Lerner and colleagues replicated these findings in subsequent studies, as did other researchers.